# Turismul în Norvegia
Natura impresionantă a țării este foarte importantă pentru turismul Norvegiei, întrucât ea atrage in fiecare an mii de turisti. Capul Nord și Fiordul Geiranger sunt printre cele mai vizitate atracții turistice ale țării. Foarte apreciată este Norvegia și pentru posibilitatea practicării sporturilor de iarnă la înălțimi impresionante, precum si pentru coasta de vest, Hurtigruten, numeroase croaziere fiind organizate în această zonă. Țara este impresionantă însă si din punct de vedere cultural, datorită renumitelor biserici de lemn unice în lume și unor orașe impresionante. 

## Fiordurile
Norvegia mai este numită și Țara Fiordurilor, deoarece unele dintre cele mai spectaculoase și mai frumoase fiorduri din lume se întâlnesc aici, croazierele pe aceste fiorduri fiind foarte apreciate de turiști. Printre cele mai renumite fiorduri norvegiene se înscriu:
•	Sognefjord – cel mai lung (204m) fiord din Europa și al doilea din lume dupa Scoresby Sund din Groendlanda și cel mai adânc(1309m adâncime maximă) fiord din lume. Din acest fiord pornesc mai multe brate laterale, cum ar fi Aurlandsfjord, Nærøyfjord(cel mai îngust din lume, inclus în patrimoniul UNESCO), Lustrafjord.
•	Geirangerfjord – inclus și el în patrimoniul UNESCO, este în același timp și unul dintre cele mai renumite fiorduriale Norvegiei, cu priveliști încântătoare oferite de două dintre cele mai pitorești cascade : Brudesloret (Voalul Miresei) și Desyvsostrene(Cele 7 surori); Lysefjord, faimos pentru peisajele muntoase inedite.
•	Hardangerfjord – al doilea ca mărime din Europa, al treilea din lume. Este renumit pentru frumuseșea peisajelor primăvara și zona ghețarului Folgefonna unde se poate schia pe toată durata verii. 
•	Stavangerfjord

## Sporturile de iarnă
•	Lillehammer – este una dintre cele mai vechi destinații pentru sporturile de iarnă ale Norvegiei, cunoscută și pentru faptul că în anul 1994 aici au avut loc Jocurile Olimpice de Iarnă. 
•	La 13 km de Lillehammer se găsește primul parc de iarnă din Europa, Hunderfossen Vinterpark, unde se pot practica mai multe feluri de activități și sporturi de iarnă pentru toate vârstele.
•	Holmenkollen – o parte a capitalei Oslo, foarte renumită pentru săriturile cu schiurile care au loc acolo. Pe arena de ski de la Holmenkollen s-au desfățurat competiții încă din 1892, când au fost prezenți 10.000 oameni. În prezent, arena dispune de o capacitate de peste 50.000 persoane. Turnul de unde se fac săriturile este înalt de 60 m. S-a dispus însă demolarea complexului, pentru a construi unul și mai mare, care să facă față standardelor necesare pentru a găzdui in 2011 Campionatele Mondiale Nordice de Ski.
•	Hotelurile de gheață

## Capul Nord
Adesea este considerat gresit cel mai nordic punct al Europei, dar este de fapt cel mai nordic punct al Europei Continentale(71° 08′ 02.835″ N), pentru că în Europa mai există un punct situat și mai în Nord (71° 11′ 08″ N), și anume Knivskjellodden, situat tot în Norvegia. Aceste limite sunt însă valabile numai în cazul în care nu se iau în considerare și insulele îndepartate. Dacă includem și aceste insule, cel mai nordic punct ar fi Capul Fligeli din Insula Rudolf, Țara Franz Josef, Rusia (81° 48′ 24″ N).
Capul Nord se găsește la aproximativ 2100 km depărtare de Polul Nord și la 520 km deasupra Cercului Polar.
Capul Nord mai este denumit și “Locul în care Soarele nu apune niciodată” sau “Pământul Soarelui de la Miezul Nopții”, întrucât de la sfârșitul lunii mai până la sfârșitul lunii iulie soarele rămâne mereu deasupra orizontului. Perioada în care se pot observa cele mai frumoase peisaje generate de aurolele boleare este perioada cuprinsă între lunile septembrie-aprilie, deși fenomenul are loc tot timpul anului.
Din cauza poziționării îndepărtate, pană la jumătatea secolului al XX-lea Capul Nord a fost vizitat doar de personale cu o situație materiala foarte bună. Acum însă mijloacele de comunicație și infrastructura s-au îmbunătățit și Capul Nord a devenit una dintre principalel atracții turistice ale lumii, fiind vizitat anual de aproximativ 200.000 de turiști din întreaga lume.

## Parcurile naționale
| Loc | Atracția naturală                         | Locație               | Vizitatori, 2006 |
| --- | ----------------------------------------- | --------------------- | ---------------- |
| 1   | Cascada Vøringsfossen                     | Eidfjord              | 655 000          |
| 2   | Drumul Trollstigen                        | Åndalsnes             | 563 331          |
| 3   | Cascada Kjosfossen                        | Flåm                  | 457 400          |
| 4   | Situl arheologic Geirangerfjorden         | Geiranger             | 423 643          |
| 5   | Cascada Låtefossen                        | Odda/Hardanger        | 420 000          |
| 6   | Cascada Steinsdalsfossen                  | Norheimsund/Hardanger | 300 000          |
| 7   | Situl Arheologic Nærøyfjorden             | Aurland               | 297 038          |
| 8   | Peștera glaciară Briksdalsbreen           | Olden/Stryn           | 280 000          |
| 9   | Drumul Turistic Național Sognefjellsvegen | Lom-Luster            | 253 953          |
| 10  | Drumul scenic Atlanterhavsvegen           | Averøy/Kristiansund   | 237 316          |